# 腋斑普提魚
腋斑普提魚，又稱腋斑狐鯛，俗名白尾龍、日本婆仔、三齒仔、紅娘仔，為輻鰭魚綱鱸形目隆頭魚亞目隆頭魚科的其中一種。

## 分布
本魚分布於印度太平洋區，包括紅海、東非、南非、留尼旺、馬爾地夫、斯里蘭卡、日本、台灣、中國南海、越南、泰國、菲律賓、印尼、澳洲、密克羅尼西亞、馬紹爾群島、帛琉、馬貴斯群島、斐濟、關島、諾魯、索羅門群島、吉里巴斯、東加、萬納杜、法屬玻里尼西亞等海域。

## 深度
水深2至100公尺。

## 特徵
本魚體長型，側扁；頭尖；眼眶間隔稍凸。眼眶前與前鰓蓋被鱗。齒圓錐狀，上下頜前側具2對犬齒。身體前半部為暗褐色到棕色，後半部則為淡茶色到白色，以背鰭硬棘部末端往腹鰭方向為顏色的分界。在胸鰭基底、背鰭及臀鰭軟條部上各有一枚黑斑。幼魚則全身漆黑，側面看吻及體側共有9枚白紋，皆分布在個鰭的基部且對稱分布。背鰭硬棘12枚、背鰭軟條9至10枚、臀鰭硬棘3枚、臀鰭軟條12至13枚。體長可達20公分。

## 生態
本魚成魚常單獨在亞潮帶較深的岩礁間活動。幼魚則在岩洞或礁圓下活動，有時也會扮演魚醫生為其它魚去除鰭條及身體表面的異物。以底棲無脊椎生物為食。

## 經濟利用
成魚、幼魚色彩鮮明可為觀賞魚。